# هنرمند مردمی فدراسیون روسیه

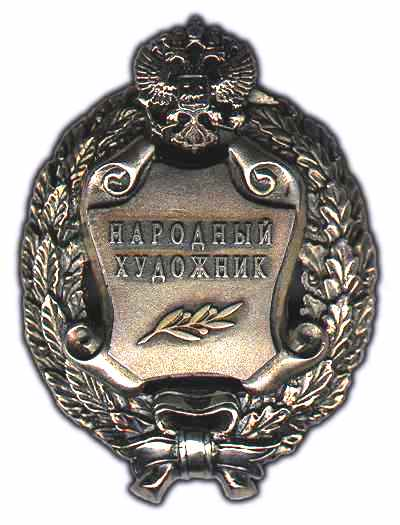
هنرمند مردمی فدراسیون روسیه

هنرمند مردمی فدراسیون روسیه (روسی: Наро́дный худо́жник Росси́йской Федера́ции) عنوانی افتخاری است که حداقل پنج سال پس از دریافت عنوان افتخاری «هنرمند شایستهٔ روسیه» یا «فعال برجستهٔ هنر روسیه» به هنرمند برجسته‌ای اعطا می‌شود که آثار خارق‌العاده‌ای در زمینه‌های نقاشی، مجسمه‌سازی، هنرهای گرافیکی، هنرهای یادمانی، تزئینی، صنایع دستی، موسیقی، نمایش، سینما یا تلویزیون خلق کرده‌باشد؛ سهم برجسته‌ای در هنر و فرهنگ داخلی داشته‌باشد؛ و از سوی عموم مردم مورد شناسایی گسترده قرار گرفته‌باشد. این عنوان در ادامهٔ سنت شوروی اعطا می‌شود: سطح مشابهی از شناسایی پیش‌تر با عنوان «هنرمند مردمی جمهوری شوروی فدراتیو سوسیالیستی روسیه» (روسی: Народный артист РСФСР، Narodnyj artist RSFSR) در اتحاد جماهیر شوروی ارائه می‌شد.